# Törökország a 2020. évi nyári olimpiai játékokon
Törökország a japán Tokióban megrendezett 2020. évi nyári olimpiai játékok egyik részt vevő nemzete volt. Az országot 18 sportágban 108 sportoló képviselte, akik összesen 13 érmet szereztek.

## Érmesek
| Érem  | Versenyző          | Sportág   | Versenyszám              |
| ----- | ------------------ | --------- | ------------------------ |
| Arany | Mete Gazoz         | Íjászat   | Férfi egyéni             |
| Arany | Busenaz Sürmeneli  | Ökölvívás | Női váltósúly            |
| Ezüst | Eray Şamdan        | Karate    | Férfi 67 kg              |
| Ezüst | Buse Naz Çakıroğlu | Ökölvívás | Női légsúly              |
| Bronz | Hakan Reçber       | Taekwondo | Férfi pehelysúly         |
| Bronz | Hatice Kübra İlgün | Taekwondo | Női pehelysúly           |
| Bronz | Rıza Kayaalp       | Birkózás  | Férfi 130 kg kötöttfogás |
| Bronz | Yasemin Adar       | Birkózás  | Női 76 kg szabadfogás    |
| Bronz | Ferhat Arıcan      | Torna     | Férfi korlát             |
| Bronz | Taha Akgül         | Birkózás  | Férfi 125 kg szabadfogás |
| Bronz | Ali Sofuoğlu       | Karate    | Férfi kata               |
| Bronz | Merve Çoban        | Karate    | Női 61 kg                |
| Bronz | Uğur Aktaş         | Karate    | Férfi +75 kg             |

## Atlétika
Férfi
| Versenyző                                            | Versenyszám     | Előfutam      | Előfutam      | Elődöntő | Elődöntő | Döntő         | Döntő         |
| Versenyző                                            | Versenyszám     | Idő           | Hely.         | Idő      | Hely.    | Idő           | Helyezés      |
| ---------------------------------------------------- | --------------- | ------------- | ------------- | -------- | -------- | ------------- | ------------- |
| Jak Ali Harvey                                       | 100 m           | 10.25         | 6             | kiesett  | kiesett  | kiesett       | kiesett       |
| Emre Zafer Barnes                                    | 100 m           | 10.47         | 7             | kiesett  | kiesett  | kiesett       | kiesett       |
| Ramil Guliyev                                        | 200 m           | 20.54         | 2             | 20.31    | 6        | kiesett       | kiesett       |
| Yasmani Copello                                      | 400 m gát       | 49.00         | 2             | 47.88    | 3        | 47.81         | 6             |
| Kayhan Özer Ertan Özkan Jak Ali Harvey Ramil Guliyev | 4 × 100 m       | kizárás       | kizárás       |          |          | kiesett       | kiesett       |
| Polat Kemboi Arıkan                                  | Maraton         |               |               |          |          | nem ért célba | nem ért célba |
| Yavuz Ağralı                                         | Maraton         | 2:21:00       | 52            |          |          |               |               |
| Abdulselam İmük                                      | 20 km gyaloglás | 1:32:27       | 48            |          |          |               |               |
| Salih Korkmaz                                        | 20 km gyaloglás | nem ért célba | nem ért célba |          |          |               |               |
| Şahin Şenoduncu                                      | 20 km gyaloglás | 1:27:39       | 34            |          |          |               |               |

| Versenyző     | Versenyszám   | Selejtező | Selejtező | Döntő    | Döntő    |
| Versenyző     | Versenyszám   | Eredmény  | Helyezés  | Eredmény | Helyezés |
| ------------- | ------------- | --------- | --------- | -------- | -------- |
| Eşref Apak    | Kalapácsvetés | 76.76 m   | 8         | 76.71 m  | 9        |
| Özkan Baltacı | Kalapácsvetés | 63.63 m   | 31        | kiesett  | kiesett  |
| Necati Er     | Hármasugrás   | 17.13 m   | 2         | 17.25 m  | 6        |
| Ersu Şaşma    | Rúdugrás      | 5.65 m    | 12        | 5.70 m   | 10       |

Női
| Versenyző      | Versenyszám     | Előfutam      | Előfutam      | Döntő    | Döntő    |
| Versenyző      | Versenyszám     | Idő           | Hely.         | Idő      | Helyezés |
| -------------- | --------------- | ------------- | ------------- | -------- | -------- |
| Yasemin Can    | 5000 m          | 14:50.92      | 6             | 14:46.49 | 8        |
| Yasemin Can    | 10 000 m        |               |               | 31:10.05 | 11       |
| Meryem Erdoğan | Maraton         | nem ért célba | nem ért célba |          |          |
| Meryem Bekmez  | 20 km gyaloglás | 1:35:08       | 22            |          |          |
| Ayşe Tekdal    | 20 km gyaloglás | 1:38:40       | 39            |          |          |
| Evin Demir     | 20 km gyaloglás | 1:39:55       | 41            |          |          |

| Versenyző       | Versenyszám   | Selejtező | Selejtező | Döntő    | Döntő    |
| Versenyző       | Versenyszám   | Eredmény  | Helyezés  | Eredmény | Helyezés |
| --------------- | ------------- | --------- | --------- | -------- | -------- |
| Eda Tuğsuz      | Gerelyhajítás | 62.31 m   | 5         | 64.00 m  | 4        |
| Emel Dereli     | Súlylökés     | 17.81 m   | 16        | kiesett  | kiesett  |
| Tuğçe Şahutoğlu | Kalapácsvetés | 66.06 m   | 27        | kiesett  | kiesett  |

## Birkózás
Férfi
Szabadfogású
| Versenyző          | Versenyszám | Nyolcaddöntő          | Negyeddöntő           | Elődöntő           | Vigaszág            | Döntő/BM                | Helyezés |
| ------------------ | ----------- | --------------------- | --------------------- | ------------------ | ------------------- | ----------------------- | -------- |
| Süleyman Atlı      | 57 kg       | Atri (IRI) · 2-3      | kiesett               | kiesett            | kiesett             | kiesett                 | kiesett  |
| Osman Göçen        | 86 kg       | Takatani (JPN) · 2-2  | Najfonov (ROC) · 1-12 | kiesett            | kiesett             | kiesett                 | kiesett  |
| Süleyman Karadeniz | 97 kg       | Ibragimov (UZB) · 3-3 | Yergali (KAZ) · 8-7   | Snyder (USA) · 0-5 |                     | Conyedo (ITA) · 2-6     | 5.       |
| Taha Akgül         | 125 kg      | Dhesi (CAN) · 5-0     | Steveson (USA) · 0-8  |                    | Lazarev (KGZ) · 5-0 | Lhagvagerel (MGL) · 5-0 | Bronz    |

Kötöttfogású
| Versenyző    | Versenyszám | Nyolcaddöntő           | Negyeddöntő      | Elődöntő          | Vigaszág | Döntő/BM               | Helyezés |
| ------------ | ----------- | ---------------------- | ---------------- | ----------------- | -------- | ---------------------- | -------- |
| Kerem Kamal  | 60 kg       | Ciobanu (MDA) · 0-8    | kiesett          | kiesett           | kiesett  | kiesett                | kiesett  |
| Cenk İldem   | 97 kg       | Milov (BUL) · 1-3      | kiesett          | kiesett           | kiesett  | kiesett                | kiesett  |
| Rıza Kayaalp | 130 kg      | Knystautas (LTU) · 5-1 | Popp (GER) · 6-2 | López (CUB) · 0-2 |          | Mirzazadeh (IRI) · 7-2 | Bronz    |

Női
| Versenyző     | Versenyszám | Nyolcaddöntő             | Negyeddöntő      | Elődöntő | Vigaszág            | Döntő/BM                | Helyezés |
| ------------- | ----------- | ------------------------ | ---------------- | -------- | ------------------- | ----------------------- | -------- |
| Evin Demirhan | 50 kg       | Hildebrandt (USA) · 0-11 | kiesett          | kiesett  | kiesett             | kiesett                 | kiesett  |
| Yasemin Adar  | 76 kg       | Ferreira (BRA) · 6-0     | Gray (USA) · 4-6 |          | Sghaier (TUN) · 2-0 | Megyet Kizi (KGZ) · 4-0 | Bronz    |

## Cselgáncs
Férfi
| Versenyző      | Versenyszám | 32-es főtábla         | Nyolcaddöntő          | Negyeddöntő              | Elődöntő              | Vigaszág elődöntő | Döntő/BM              | Helyezés |
| -------------- | ----------- | --------------------- | --------------------- | ------------------------ | --------------------- | ----------------- | --------------------- | -------- |
| Mihraç Akkuş   | Légsúly     | Namgyel (BHU) · 10-00 | Szmetov (KAZ) · 00-10 | kiesett                  | kiesett               | kiesett           | kiesett               | kiesett  |
| Bilal Çiloğlu  | Könnyűsúly  | Slman (JOR) · 10-00   | Óno (JPN) · 00-10     | kiesett                  | kiesett               | kiesett           | kiesett               | kiesett  |
| Vedat Albayrak | Váltósúly   | Nagasze (JPN) · 00-10 | kiesett               | kiesett                  | kiesett               | kiesett           | kiesett               | kiesett  |
| Mihael Žgank   | Középsúly   | Silva (CUB) · 01-00   | Brown (USA) · 01-00   | van 't End (NED) · 10-00 | Trippel (GER) · 00-01 |                   | Bobonov (UZB) · 00-10 | 5.       |

Női
| Versenyző        | Versenyszám | 32-es főtábla          | Nyolcaddöntő            | Negyeddöntő         | Elődöntő | Vigaszágelődöntő  | Döntő/BM            | Helyezés |
| ---------------- | ----------- | ---------------------- | ----------------------- | ------------------- | -------- | ----------------- | ------------------- | -------- |
| Gülkader Şentürk | Légsúly     | Figueroa (ESP) · 00-10 | kiesett                 | kiesett             | kiesett  | kiesett           | kiesett             | kiesett  |
| Kayra Sayit      | Nehézsúly   | Atangana (CMR) · 01-00 | Kalanyina (UKR) · 10-00 | Szone (JPN) · 00-10 |          | Han (KOR) · 10-00 | Dicko (FRA) · 00-10 | 5.       |

## Evezés
| Versenyző    | Versenyszám  | Előfutam | Előfutam | Vigaszág | Vigaszág | Negyeddöntő | Negyeddöntő | Elődöntő | Elődöntő | Elődöntő | Döntő | Döntő   | Döntő | Helyezés |
| Versenyző    | Versenyszám  | Idő      | Hely.    | Idő      | Hely.    | Idő         | Hely.       | Típus    | Idő      | Hely.    | Típus | Idő     | Hely. | Helyezés |
| ------------ | ------------ | -------- | -------- | -------- | -------- | ----------- | ----------- | -------- | -------- | -------- | ----- | ------- | ----- | -------- |
| Onat Kazaklı | Férfi egypár | 7:20.11  | 3        |          |          | 7:32.86     | 4           | C/D      | 7:32.19  | 6        | D     | 7:13.65 | 3     | 21.      |

## Íjászat
| Versenyző                 | Versenyszám   | Selejtező | Selejtező | 64-es főtábla        | 32-es főtábla     | Nyolcaddöntő                                       | Negyeddöntő           | Elődöntő              | Döntő/BM            | Helyezés |
| Versenyző                 | Versenyszám   | Pont      | Kiemelt   | 64-es főtábla        | 32-es főtábla     | Nyolcaddöntő                                       | Negyeddöntő           | Elődöntő              | Döntő/BM            | Helyezés |
| ------------------------- | ------------- | --------- | --------- | -------------------- | ----------------- | -------------------------------------------------- | --------------------- | --------------------- | ------------------- | -------- |
| Mete Gazoz                | Férfi egyéni  | 669       | 10        | Henckels (LUX) · 6-0 | Tyack (AUS) · 7-3 | Worth (AUS) · 7-1                                  | Ellison (USA) · 7-3   | Furukava (JPN) · 7-3  | Nespoli (ITA) · 6-4 | Arany    |
| Yasemin Anagöz            | Női egyéni    | 652       | 19        | Barrett (CAN) · 6-2  | Jang (CHN) · 6-2  | Kang (KOR) · 2-6                                   | kiesett               | kiesett               | kiesett             | kiesett  |
| Mete Gazoz Yasemin Anagöz | Vegyes csapat | 1321      | 7         |                      |                   | Az Orosz Olimpiai Bizottság versenyzői (ROC) · 6-2 | Indonézia (INA) · 6-2 | Hollandia (NED) · 3-5 | Mexikó (MEX) · 2-6  | 4.       |

## Kerékpározás
| Versenyző   | Versenyszám         | Idő           | Helyezés      |
| ----------- | ------------------- | ------------- | ------------- |
| Onur Balkan | Férfi mezőnyverseny | nem ért célba | nem ért célba |
| Ahmet Örken | Férfi mezőnyverseny | nem ért célba | nem ért célba |

## Ökölvívás
Férfi
| Versenyző      | Versenyszám  | Selejtező             | Nyolcaddöntő     | Negyeddöntő         | Elődöntő | Döntő   | Helyezés |
| -------------- | ------------ | --------------------- | ---------------- | ------------------- | -------- | ------- | -------- |
| Batuhan Çiftçi | Légsúly      | Zojrov (UZB) · 0-5    | kiesett          | kiesett             | kiesett  | kiesett | kiesett  |
| Necat Ekinci   | Váltósúly    | Radzionav (BLR) · 2-3 | kiesett          | kiesett             | kiesett  | kiesett | kiesett  |
| Bayram Malkan  | Félnehézsúly |                       | Samed (GHA) · KO | Alfonso (AZE) · 0-5 | kiesett  | kiesett | 5        |

Női
| Versenyző          | Versenyszám | Nyolcaddöntő          | Negyeddöntő          | Elődöntő              | Döntő                | Helyezés |
| ------------------ | ----------- | --------------------- | -------------------- | --------------------- | -------------------- | -------- |
| Buse Naz Çakıroğlu | Légsúly     | Rahimova (UZB) · 3-2  | Jitpong (THA) · 5-0  | Huang (TPE) · 5-0     | Krszteva (BUL) · 0-5 | Ezüst    |
| Esra Yıldız        | Könnyűsúly  | Sánchez (ARG) · 5-0   | Potkonen (FIN) · 2-3 | kiesett               | kiesett              | 5        |
| Busenaz Sürmeneli  | Váltósúly   | Koszewska (POL) · 5-0 | Liszenko (UKR) · 5-0 | Borgohain (IND) · 5-0 | Hong Gu (CHN) · 3-0  | Arany    |

## Öttusa
| Versenyző     | Versenyszám | Vívás (V) | Vívás (V) | Úszás   | Úszás | Úszás | Bónusz vívás (B) | Bónusz vívás (B) | Bónusz vívás (B) | Lovaglás | Lovaglás | Lovaglás | Futás/Lövészet | Futás/Lövészet | Futás/Lövészet | Összesen    | Összesen |
| Versenyző     | Versenyszám | Eredmény  | Pont      | Idő     | Hely. | Pont  | Eredmény         | Pont             | V+B Hely.        | Hibapont | Hely.    | Pont     | Idő            | Hely.          | Pont           | Összes pont | Helyezés |
| ------------- | ----------- | --------- | --------- | ------- | ----- | ----- | ---------------- | ---------------- | ---------------- | -------- | -------- | -------- | -------------- | -------------- | -------------- | ----------- | -------- |
| İlke Özyüksel | Női         | 14-21     | 184       | 2:15.89 | 20    | 279   | 1-1              | 1                | 185              | 7        | 5        | 293      | 11:47.64       | 3              | 593            | 1350        | 5        |

## Röplabda
| Török női röplabdacsapat-játékoskeret                                                  | Török női röplabdacsapat-játékoskeret                                                            |
| -------------------------------------------------------------------------------------- | ------------------------------------------------------------------------------------------------ |
| - Simge Aköz - Cansu Özbay - Tuğba Şenoğlu - Şeyma Ercan - Kübra Akman - Hande Baladın | - Meliha İsmailoğlu - Naz Aydemir - Meryem Boz - Eda Erdem Dündar - Zehra Güneş - Ebrar Karakurt |

Eredmények
Csoportkör
B csoport
| Hely. | Csapat                                       | M | Gy | V | Pont | Sz+ | Sz– | SzA   | P+  | P–  | PA    | Továbbjutás |
| ----- | -------------------------------------------- | - | -- | - | ---- | --- | --- | ----- | --- | --- | ----- | ----------- |
| 1.    | Egyesült Államok (USA)                       | 5 | 4  | 1 | 10   | 12  | 7   | 1,714 | 418 | 401 | 1,042 | Negyeddöntő |
| 2.    | Olaszország (ITA)                            | 5 | 3  | 2 | 10   | 11  | 7   | 1,571 | 409 | 377 | 1,085 | Negyeddöntő |
| 3.    | Törökország (TUR)                            | 5 | 3  | 2 | 9    | 12  | 8   | 1,500 | 434 | 416 | 1,043 | Negyeddöntő |
| 4.    | Az Orosz Olimpiai Bizottság versenyzői (ROC) | 5 | 3  | 2 | 9    | 11  | 8   | 1,375 | 422 | 378 | 1,116 | Negyeddöntő |
| 5.    | Kína (CHN)                                   | 5 | 2  | 3 | 7    | 8   | 9   | 0,889 | 374 | 385 | 0,971 |             |
| 6.    | Argentína (ARG)                              | 5 | 0  | 5 | 0    | 0   | 15  | 0,000 | 275 | 375 | 0,733 |             |

| 2021. július 25. 16:25 (9:25) | Kína (CHN)                        | 0–3 | Törökország (TUR) | Ariake Arena, Tokió Nézőszám: 0 Játékvezető: Susana Rodríguez (ESP), Luis Macias (MEX) |
| 2021. július 25. 16:25 (9:25) | (21–25, 14–25, 14–25) Jegyzőkönyv |     |                   | Ariake Arena, Tokió Nézőszám: 0 Játékvezető: Susana Rodríguez (ESP), Luis Macias (MEX) |

| 2021. július 27. 16:25 (9:25) | Olaszország (ITA)                        | 3–1 | Törökország (TUR) | Ariake Arena, Tokió Játékvezető: Denny Cespedes (DOM), Hernán Casamiquela (ARG) |
| 2021. július 27. 16:25 (9:25) | (25–22, 23–25, 25–20, 25–15) Jegyzőkönyv |     |                   | Ariake Arena, Tokió Játékvezető: Denny Cespedes (DOM), Hernán Casamiquela (ARG) |

| 2021. július 29. 21:45 (14:45) | Egyesült Államok (USA)                          | 3–2 | Törökország (TUR) | Ariake Arena, Tokió Játékvezető: Paulo Turci (BRA), Kang Joo-hee (KOR) |
| 2021. július 29. 21:45 (14:45) | (25–19, 25–20, 17–25, 20–25, 15–12) Jegyzőkönyv |     |                   | Ariake Arena, Tokió Játékvezető: Paulo Turci (BRA), Kang Joo-hee (KOR) |

| 2021. július 31. 14:20 (7:20) | Argentína (ARG)                   | 0–3 | Törökország (TUR) | Ariake Arena, Tokió Játékvezető: Sumie Myoi (JPN), Hamid Al-Rousi (UAE) |
| 2021. július 31. 14:20 (7:20) | (23–25, 20–25, 18–25) Jegyzőkönyv |     |                   | Ariake Arena, Tokió Játékvezető: Sumie Myoi (JPN), Hamid Al-Rousi (UAE) |

| 2021. augusztus 2. 14:20 (7:20) | Az Orosz Olimpiai Bizottság versenyzői (ROC)    | 2–3 | Törökország (TUR) | Ariake Arena, Tokió Játékvezető: Fabrice Collados (FRA), Susana Rodríguez (ESP) |
| 2021. augusztus 2. 14:20 (7:20) | (25–21, 23–25, 23–25, 25–15, 10–15) Jegyzőkönyv |     |                   | Ariake Arena, Tokió Játékvezető: Fabrice Collados (FRA), Susana Rodríguez (ESP) |

Negyeddöntő
| 2021. augusztus 4. 9:00 (2:00) | Dél-Korea (KOR)                                 | 3–2 | Törökország (TUR) | Ariake Arena, Tokió Játékvezető: Hamid Al-Rousi (UAE), Patricia Rolf (USA) |
| 2021. augusztus 4. 9:00 (2:00) | (17–25, 25–17, 28–26, 18–25, 15–13) Jegyzőkönyv |     |                   | Ariake Arena, Tokió Játékvezető: Hamid Al-Rousi (UAE), Patricia Rolf (USA) |

## Sportlövészet
| Versenyző    | Versenyszám                | Selejtező | Selejtező | Döntő   | Döntő    |
| Versenyző    | Versenyszám                | Pont      | Helyezés  | Pont    | Helyezés |
| ------------ | -------------------------- | --------- | --------- | ------- | -------- |
| Ömer Akgün   | Férfi légpuska             | 629.8     | 5         | 207.3   | 4        |
| Ömer Akgün   | Férfi sportpuska összetett | 1147      | 36        | kiesett | kiesett  |
| Yusuf Dikeç  | Férfi légpisztoly          | 572       | 24        | kiesett | kiesett  |
| İsmail Keleş | Férfi légpisztoly          | 572       | 25        | kiesett | kiesett  |
| Özgür Varlık | Férfi gyorstüzelő pisztoly | 555       | 24        | kiesett | kiesett  |

## Súlyemelés
| Versenyző             | Versenyszám | Szakítás | Szakítás | Lökés               | Lökés               | Összesen | Helyezés |
| Versenyző             | Versenyszám | Eredmény | Helyezés | Eredmény            | Helyezés            | Összesen | Helyezés |
| --------------------- | ----------- | -------- | -------- | ------------------- | ------------------- | -------- | -------- |
| Muhammed Furkan Özbek | Férfi 67 kg | 142      | 6        | sikertelen kísérlet | sikertelen kísérlet | kiesett  | kiesett  |
| Nuray Levent          | Női 64 kg   | 100      | 6        | 120                 | 9                   | 220      | 9        |

## Taekwondo
Férfi
| Versenyző    | Versenyszám | Nyolcaddöntő         | Negyeddöntő          | Elődöntő | Vigaszág elődöntő  | Döntő/BM            | Helyezés |
| ------------ | ----------- | -------------------- | -------------------- | -------- | ------------------ | ------------------- | -------- |
| Hakan Reçber | Pehelysúly  | Pontes (BRA) · 25-15 | Sinden (GBR) · 19-39 |          | Burns (NZL) · 23-8 | Husić (BIH) · 22-13 | Bronz    |

Női
| Versenyző          | Versenyszám | Nyolcaddöntő             | Negyeddöntő           | Elődöntő             | Vigaszágelődöntő   | Döntő/BM              | Helyezés |
| ------------------ | ----------- | ------------------------ | --------------------- | -------------------- | ------------------ | --------------------- | -------- |
| Rukiye Yıldırım    | Légsúly     | Abdelsalam (EGY) · 21-20 | Ramírez (COL) · 31-30 | Cerezo (ESP) · 19-39 |                    | Semberg (ISR) · 22-27 | 5        |
| Hatice Kübra İlgün | Pehelysúly  | Lindo (CRC) · 16-5       | Zolotic (USA) · 9-17  |                      | Laaraj (MAR) · 6-0 | Alizadeh (EOR) · 8-6  | Bronz    |
| Nur Tatar          | Váltósúly   | Anyanacho (NGR) · 12-7   | McPherson (USA) · 1-3 | kiesett              | kiesett            | kiesett               | 9        |
| Nafia Kuş          | Nehézsúly   | Rodríguez (DOM) · 5-7    | kiesett               | kiesett              | kiesett            | kiesett               | 16       |

## Tollaslabda
| Versenyző      | Versenyszám | Csoportkör                                       | Hely | Nyolcaddöntő | Negyeddöntő | Elődöntő | Bronz- mérkőzés | Döntő   | Helyezés |
| -------------- | ----------- | ------------------------------------------------ | ---- | ------------ | ----------- | -------- | --------------- | ------- | -------- |
| Neslihan Yiğit | Női egyes   | Hany (EGY) · 21-5;21-5 · Csen (CHN) · 14-21;9-21 | 2    | kiesett      | kiesett     | kiesett  | kiesett         | kiesett | kiesett  |

## Torna
Férfi
| Versenyző     | Versenyszám      | Selejtező | Selejtező | Döntő        | Döntő        |
| Versenyző     | Versenyszám      | Pontszám  | Helyezés  | Pontszám     | Helyezés     |
| ------------- | ---------------- | --------- | --------- | ------------ | ------------ |
| Ferhat Arıcan | Korlát           | 15.566    | 4         | 15.633       | Bronz        |
| Adem Asil     | Ugrás            | 14.766    | 4         | 14.449       | 6            |
| Adem Asil     | Egyéni összetett | 84.524    | 15        | 82.499       | 15           |
| Adem Asil     | Gyűrű            | 14.800    | 6         | 14.600       | 7            |
| İbrahim Çolak | Gyűrű            | 14.933    | 4         | 14.866       | 5            |
| Ahmet Önder   | Ugrás            | 14.466    | 8         | 14.066       | 7            |
| Ahmet Önder   | Egyéni összetett | 85.665    | 8         | visszalépett | visszalépett |

Női
| Versenyző        | Versenyszám      | Selejtező | Selejtező | Döntő    | Döntő    |
| Versenyző        | Versenyszám      | Pontszám  | Helyezés  | Pontszám | Helyezés |
| ---------------- | ---------------- | --------- | --------- | -------- | -------- |
| Nazlı Savranbaşı | Egyéni összetett | 47.799    | 71        | kiesett  | kiesett  |

## Úszás
Férfi
| Versenyző           | Versenyszám    | Előfutam | Előfutam | Előfutam | Elődöntő | Elődöntő | Elődöntő | Döntő   | Döntő    |
| Versenyző           | Versenyszám    | Idő      | Hely.    | Össz.    | Idő      | Hely.    | Össz.    | Idő     | Helyezés |
| ------------------- | -------------- | -------- | -------- | -------- | -------- | -------- | -------- | ------- | -------- |
| Ümitcan Güreş       | 100 m pillangó | 52.44    | 5        | 35       | kiesett  | kiesett  | kiesett  | kiesett | kiesett  |
| Berke Saka          | 200 m hát      | 1:58.66  | 7        | 23       | kiesett  | kiesett  | kiesett  | kiesett | kiesett  |
| Hüseyin Emre Sakçı  | 100 m mell     | 59.87    | 7        | 19       | kiesett  | kiesett  | kiesett  | kiesett | kiesett  |
| Berkay Ömer Öğretir | 100 m mell     | 59.82    | 6        | 18       | kiesett  | kiesett  | kiesett  | kiesett | kiesett  |
| Berkay Ömer Öğretir | 200 m mell     | 2:10.73  | 8        | 22       | kiesett  | kiesett  | kiesett  | kiesett | kiesett  |
| Baturalp Ünlü       | 200 m gyors    | 1:49.75  | 8        | 34       | kiesett  | kiesett  | kiesett  | kiesett | kiesett  |
| Yiğit Aslan         | 800 m gyors    | 7:56.18  | 5        | 24.      |          |          |          | kiesett | kiesett  |

Női
| Versenyző                                                      | Versenyszám     | Előfutam | Előfutam | Előfutam | Elődöntő | Elődöntő | Elődöntő | Döntő   | Döntő    |
| Versenyző                                                      | Versenyszám     | Idő      | Hely.    | Össz.    | Idő      | Hely.    | Össz.    | Idő     | Helyezés |
| -------------------------------------------------------------- | --------------- | -------- | -------- | -------- | -------- | -------- | -------- | ------- | -------- |
| Beril Böcekler                                                 | 400 m gyors     | 4:08.27  | 7        | 16       |          |          |          | kiesett | kiesett  |
| Merve Tuncel                                                   | 400 m gyors     | 4:11.06  | 4        | 19       | kiesett  | kiesett  |          |         |          |
| Merve Tuncel                                                   | 800 m gyors     | 8:25.62  | 5        | 12       | kiesett  | kiesett  |          |         |          |
| Merve Tuncel                                                   | 1500 m gyors    | 16:00.51 | 6        | 11       | kiesett  | kiesett  |          |         |          |
| Deniz Ertan                                                    | 1500 m gyors    | 16:13.22 | 3        | 17       | kiesett  | kiesett  |          |         |          |
| Deniz Ertan                                                    | 800 m gyors     | 8:36.29  | 7        | 23       | kiesett  | kiesett  |          |         |          |
| Viktoriya Zeynep Güneş                                         | 200 m vegyes    | 2:14.41  | 8        | 22       | kiesett  | kiesett  | kiesett  | kiesett | kiesett  |
| Defne Taçyıldız                                                | 200 m pillangó  | 2:10.00  | 4        | 12       | 2:11.27  | 7        | 14       | kiesett | kiesett  |
| Beril Böcekler Merve Tuncel Deniz Ertan Viktoriya Zeynep Güneş | 4 × 200 m gyors | 8:10.96  | 7        | 13       |          |          |          | kiesett | kiesett  |

## Vitorlázás
Férfi
| Versenyző              | Versenyszám | Futam | Futam | Futam | Futam | Futam | Futam | Futam | Futam | Futam | Futam | Futam | Futam | Futam   | Pontszám | Helyezés |
| Versenyző              | Versenyszám | 1     | 2     | 3     | 4     | 5     | 6     | 7     | 8     | 9     | 10    | 11    | 12    | É       | Pontszám | Helyezés |
| ---------------------- | ----------- | ----- | ----- | ----- | ----- | ----- | ----- | ----- | ----- | ----- | ----- | ----- | ----- | ------- | -------- | -------- |
| Alican Kaynar          | Finn dingi  | 1     | 1     | 6     | 13    | 9     | 14    | 7     | 20    | 10    | 10    |       |       | 5       | 81       | 8        |
| Ateş Çınar Deniz Çınar | 470         | 11    | 14    | 5     | 3     | 2     | 10    | 17    | 13    | 11    | 4     | 10    | 93    | 10      |          |          |
| Onur Cavit Biriz       | Szörf       | 15    | 19    | 20    | 19    | 26    | 14    | 23    | 20    | 23    | 21    | 21    | 17    | kiesett | 210      | 20       |

Női
| Versenyző                     | Versenyszám  | Futam | Futam | Futam | Futam | Futam | Futam | Futam | Futam | Futam | Futam | Futam   | Futam | Futam   | Pontszám | Helyezés |
| Versenyző                     | Versenyszám  | 1     | 2     | 3     | 4     | 5     | 6     | 7     | 8     | 9     | 10    | 11      | 12    | É       | Pontszám | Helyezés |
| ----------------------------- | ------------ | ----- | ----- | ----- | ----- | ----- | ----- | ----- | ----- | ----- | ----- | ------- | ----- | ------- | -------- | -------- |
| Dilara Uralp                  | Szörf        | 16    | 22    | 23    | 23    | 24    | 25    | 22    | 24    | 21    | 21    | 25      | 24    | kiesett | 245      | 24       |
| Ecem Güzel                    | Laser radial | 4     | 24    | 12    | 17    | 28    | 30    | 11    | 29    | 27    | 20    |         |       | kiesett | 172      | 20       |
| Okyanus Arıkan Beste Kaynakçı | 470          | 20    | 18.1  | 22    | 18    | 12    | 14    | 13    | 18    | 3     | 14    | kiesett | 127.1 | 17      |          |          |

## Vívás
| Versenyző     | Versenyszám     | 32-es főtábla     | Nyolcaddöntő | Negyeddöntő | Elődöntő | Bronz- mérkőzés | Döntő   | Helyezés |
| ------------- | --------------- | ----------------- | ------------ | ----------- | -------- | --------------- | ------- | -------- |
| İrem Karamete | Női tőr, egyéni | Ross (USA) · 5-15 | kiesett      | kiesett     | kiesett  | kiesett         | kiesett | kiesett  |